# ضغط البخار
ضغط البخار هو الضغط الذي توجد عليه مادة ما في حالة التعادل الثرموديناميكي مع أطوار المادة الأخرى اللابخارية.
جميع المواد السائلة والصلبة تميل إلى التبخر إلى الحالة الغازية وجميع الغازات تميل إلى التكاثف أو الترسب لتعود إلى حالتها الأصلية (صلبة كانت أم سائلة). وعند أي درجة حرارة لمادة معينة، هناك ضغط يكون عنده غاز هذه المادة في حالة تعادل ديناميكي مع أطواره السائلة أو الصلبة. وهذا ما يسمى بضغط البخار لهذه المادة عند درجة الحرارة هذه.
يشير ضغط بخار مادة إلى معدل تبخر السائل، ويتعلق بميل الجزيئات والذرات إلى الهروب من السائل أو الصلب، ويتحول عندئذ إلى الحالة الغازية. يحدث التبخر من سطح السائل نتيجة لانطلاق أو تحرير جزيئات منه لتكون في شكل بخار سائل فوق السطح، فإن وجد السائل في فراغ مغلق، فإن جزيئات السائل المتحررة والموجودة في شكل بخار فوق سطحه تأخذ في الازدياد وتشكل ضغطا جزيئيا على السطح

## نقطة غليان الماء

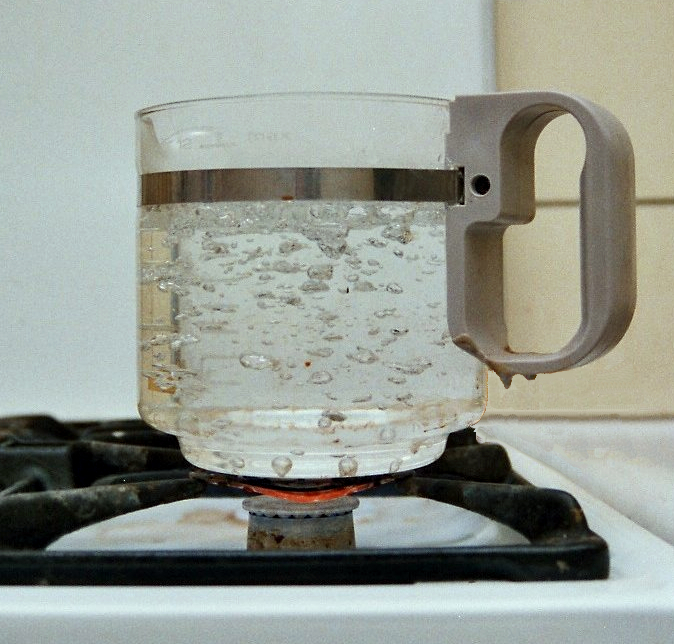
الماء يغلى

طبقا للتعريف يغلى الماء عند درجة حرارة 100 مئوية . ودرجة الغليان هي درجة الحرارة التي يتساوى عندها ضغط البخار مع الضغط المحيط بالماء . وبسبب ذلك تنخفض درجة غليان الماء تحت وطأة الضغط المنخفض وتعلو مع علو الضغط . ولهذا يحتاج الطبخ على الأعالى أعلى من 1500 متر لأوقات تختلف عن المعهود.
ويمكن تحديد ذلك عن طريق معرفة نقطة غليان الماء على ذلك الارتفاع . وقد استخدمت تلك الطريقة خلال القرن التاسع عشر عن طريق الرحالة والمستكشفين لتحديد ارتفاع المناطق التي كانوا يزورونها.

## قياسات ووحدات
يتم قياس ضغط البخار في وحدات قياسية من الضغط. يعترف النظام الدولي للوحدات (SI) الضغط كوحدة المشتقة مع البعد القوة على المساحة وتعين باسكال (باسكال) كوحدة قياسية. واحد باسكال يساوي نيوتن واحد للمتر المربع الواحد (N · M-2 أو كجم · M- 1 · S- 2) .
قياس التجريبية من ضغط البخار هو إجراء بسيط ل ضغوط مشتركة بين 1 و 200 كيلو باسكال. يتم الحصول على نتائج أدق بالقرب من نقطة غليان المواد وأخطاء نتيجة كبيرة لقياس أصغر من 1kPa. غالباً ما تتكون الإجراءات من تنقية مادة الاختبار، عزلها في وعاء، إجلاء أي غاز أجنبي، ثم قياس الضغط توازن بين المرحلة الغازية للمادة في الحاوية عند درجات حرارة مختلفة . ويتحقق أفضل دقة عندما يتم الحرص على التأكد من أن المادة بأكملها وبخاره هي في درجة الحرارة المقررة. ويتم ذلك غالباً، كما هو الحال مع استخدام وسيلة isoteniscope ، التي غمرت منطقة الاحتواء في حمام السائل.

## اقرأ أيضا
- ترموديناميك